# Élysée de Suleau
Louis-Auguste-Antoine-Élysée de Suleau né le 11 mars 1793 à Saint-Cloud et mort le 24 janvier 1871 à Aix-les-Bains est un préfet et homme politique français du XIXe siècle

## Biographie
Né en 1793, il est le fils post mortem de François-Louis Suleau et d’Adélaïde Victoire Hall, artiste peintre, fille du peintre suédois Pierre-Adolphe Hall. À la suite de l'assassinat de son père en octobre 1792, sa mère épouse en secondes noces en 1796 le futur général Lagrange.
Après des études au Collège Louis-le-Grand, il devient élève de Saint-Cyr, il entre comme sous-lieutenant dans un régiment de carabiniers et participe à la campagne de Russie où il a les deux pieds gelés. Malgré l'amputation de tous ses doigts de pieds, il participe la campagne de Saxe en qualité d’aide-de-camp du général Lagrange.
À la Seconde Restauration, âgé de 22 ans il est nommé sous-préfet de Gannat le 15 juillet 1815.
Par ordonnance du 20 mai 1816, Louis XVIII lui confère le titre de vicomte en considération de ses services personnels et de la mémoire de son père, mort glorieusement le 10 août 1792, en combattant pour la défense des Tuileries. »
Le 10 février de l'année suivante, Louis XVIII signa le contrat de mariage de M. de Suleau avec mademoiselle de Morans. 
Il est successivement sous-préfet de Forcalquier (1820), Beaune (1821) de Compiègne (1821, préfet de la Corse (1822), de Vaucluse (1824), de la Vendée (1827) et de la Moselle en (1828).
Il est nommé conseiller d'État du Roi  Charles X, et est Directeur-Général des Domaines au moment de la  révolution de juillet. 
Il refuse de servir Louis-Philippe et rentre dans la vie privée.
Il est chargé par la duchesse de Berry d’une mission auprès de son oncle François II. 
Pendant la Révolution de 1848, il se rapproche de certains acteurs dont Lamartine et il est nommé en janvier 1849 préfet d'Eure-et-Loir, puis, en septembre 1849, préfet des Bouches du Rhône et le demeure jusqu’en 1853 après avoir organisé localement le coup d’Etat.
Il est nommé sénateur par décret impérial du 4 mars 1853 et le reste jusqu'à la chute du Second Empire.
Il fut chevalier de l'ordre de Saint-Louis, commandeur de la Légion d'honneur (10 décembre 1847), commandeur de l'ordre de Sainte-Anne de Russie, commandeur de l'ordre des Saints-Maurice-et-Lazare
Il fut membre de l'Académie de Marseille et fut remplacé par Jacques-Thomas Bory.
Le sculpteur Joseph Marius Ramus réalisa son buste.

## Œuvres
- Récits de l’opération royale du Midi sous les ordres de Monseigneur le Duc d’Angoulème, depuis le 19 mars jusqu’au 16 avril 1815 (Paris Pélicier, libraire au Palais Royal)
- Discours prononcé par M. le Vte de Suleau,... à la distribution des prix du collège royal d'Avignon, le 26 août 1824 L. Aubanel
- Des Finances de la France avant et après la révolution de Juillet, Dentu et Delaunay, 1832

## Sources
- « Élysée de Suleau », dans Adolphe Robert et Gaston Cougny, Dictionnaire des parlementaires français, Edgar Bourloton, 1889-1891 [détail de l’édition]